# Funaria kilimandscharica
Funaria kilimandscharica är en bladmossart som beskrevs av C. Müller 1890. Funaria kilimandscharica ingår i släktet spåmossor, och familjen Funariaceae. Inga underarter finns listade i Catalogue of Life.